# Banchus japonicus
Banchus japonicus är en stekelart som först beskrevs av William Harris Ashmead 1906.  Banchus japonicus ingår i släktet Banchus och familjen brokparasitsteklar. Inga underarter finns listade.